# ميليسا بتحي
ميليسا ناصر بتحي (مواليد 18 نوفمبر 2005) هي لاعبة كرة قدم تلعب كلاعبة خط وسط لصالح نادي ميتز في دوري الدرجة الثانية الفرنسي، على سبيل الإعارة من نادي نانت في دوري الدرجة الأولى الفرنسي. ولدت في فرنسا، وتلعب لصالح منتخب الجزائر للسيدات.

## المسيرة الكروية
بدأت ميليسا لعب كرة القدم عام 2013، في سن الثامنة، في مسقط رأسها، وذلك مع نادي فيرميني إنترسبورت وكانت لاعبة أساسية، حيث لعبت في الفريق الأول لفئات الشباب بالنادي بدءاً من فريق تحت 9 إلى فريق تحت 15 عاماً. بعد 7 سنوات مع النادي انضمت إلى أكاديمية أولمبيك ليون.
ظهرت مع فريق الاحتياط في القسم الثالث ضد أرلاك ميرينياك لأول مرة في 24 سبتمبر 2023. سجلت هدفها الأول للفريق في 1 مايو 2024 لتضمن الفوز ضد لو بوي.
في 24 أبريل 2024، ظهرت لأول مرة مع فريق نادي ليون الأول ضد نادي جانجون.

## المسيرة الدولية

### الشباب
في عام 2020، اختيرت ضمن تشكيلة المنتخب الفرنسي تحت 16 عامًا.
في 10 أبريل 2023، سجلت هدفها الأول للفريق الجزائري تحت 20 عامًا ضد تنزانيا. في يوليو 2023، استدعيت إلى الفريق الجزائري تحت 20 عامًا لمواجهة منتخب ساحل العاج. في سبتمبر 2023، اختيرت ضمن التشكيلة النهائية لمواجهة مالي في التصفيات الإفريقية لكأس العالم للسيدات تحت 20 سنة 2024.

### الكبار
في أبريل 2023، حصلت على أول استدعاء رسمي لها للمنتخب الجزائري الأول لمواجهة تنزانيا في مباراتين وديتين. لعبت في مباراة ودية ضد نادي وسط الجزائر وسجلت هدفًا. في 4 أبريل 2024، ظهرت رسميًا لأول مرة مع الفريق أمام تونس، ودخلت المباراة كبديلة لروزلين خزامي. 

## الحياة الشخصية
ولدت ميليسا في فيرميني؛ والدها ناصر بتحي ووالدتها ساندرا بتحي، وهي من أصول جزائرية.

## إحصائيات مشاركاتها الكروية

### النادي
آخر تحديث 8 مايو 2024.
| النادي          | الموسم          | الدوري          | الدوري | الدوري  | الكأس  | الكأس   | إقليمياً | إقليمياً | آخر    | آخر     | المجموع | المجموع |
| النادي          | الموسم          | قسم             | الظهور | الأهداف | الظهور | الأهداف | الظهور  | الأهداف | الظهور | الأهداف | الظهور  | الأهداف |
| --------------- | --------------- | --------------- | ------ | ------- | ------ | ------- | ------- | ------- | ------ | ------- | ------- | ------- |
| أولمبيك ليون    | 2022–23         | الأول           | —      | —       | 0      | 0       | —       | —       | —      | —       | 0       | 0       |
| أولمبيك ليون    | 2023–24         | الأول           | 2      | 0       | —      | —       | —       | —       | 5      | 1       | 7       | 1       |
| المجموع الوظيفي | المجموع الوظيفي | المجموع الوظيفي | 2      | 0       | 0      | 0       | —       | —       | 5      | 1       | 7       | 1       |

### دولياً
آخر تحديث 3 يونيو 2024.
| المنتخب الوطني | السنة   | الظهور | الأهداف |
| -------------- | ------- | ------ | ------- |
| الجزائر        | 2024    | 1      | 0       |
| المجموع        | المجموع | 1      | 0       |

## الأوسمة
ليون
- القسم الأول: 2023–24[17]
- بطولة فرنسا تحت 19 سنة : 2022، 2024[17]

## روابط خارجية
- ميليسا بتحي على موقع ليكيب (الفرنسية)
- ميليسا بتحي على موقع عالم كرة القدم.نت (الإنجليزية)
- ميليسا بتحي على موقع GSA (الإنجليزية)